# Kiran Rao
Pour les articles homonymes, voir Rao (homonymie).
Kiran Rao, née le 7 novembre 1973, à Bangalore (Karnataka, Inde) est une productrice, scénariste et réalisatrice indienne qui travaille dans le cinéma hindi.

## Biographie
Kiran Rao grandit à Calcutta. En 1992, ses parents décident de quitter Calcutta alors elle déménage à Bombay avec Ajay Goyal. Elle est diplômée en sciences de l'alimentation du Sophia College for Women en 1995. Elle suit une formation sur la communication dans les réseaux sociaux à l'école Sophie Polythechnic pendant deux mois, mais démissionne ensuite et part pour Delhi. Elle obtient sa maîtrise au Centre de recherche en communication de masse AJK à Jamia Millia Islamia, à New Delhi. Kiran Rao commence sa carrière en tant qu'assistante réalisatrice dans le film épique Lagaan réalisé par Ashutosh Gowariker, qu'elle assiste plus tard dans Swades: Nous, le peuple. Lagaan est nommé pour la 74e cérémonie des Oscars dans la catégorie film en langue étrangère. Avant Lagaan, elle joue également un petit rôle d'actrice dans Dil Chahta Hai . Elle travaille comme deuxième assistante à la réalisation avec la réalisatrice Mira Nair du mariage des moussons.
Elle met en scène et réalise le film Dhobi Ghat, qui sort en janvier 2011 avec Aamir Khan Productions.
Kiran Rao est nommée présidente du Mumbai Academy of the Moving Image (en) en 2015.
Elle chante une chanson en marathi Toofan Aalaya qui l'hymne de la coupe d'eau Satyamev Jayate.

## Vie privée
En 2016, elle cofonde la Paani Foundation, une organisation à but non lucratif œuvrant pour la lutter contre la sécheresse dans le Maharashtra.
L'actrice Aditi Rao Hydari est la cousine germaine de Kiran Rao. Le grand-père paternel et maternel de Kiran Rao, J. Rameshwar Rao, fut le Raj de Wanaparthy, un grand domaine sous le Nizam d'Hyderabad dans l’état du Telangana,.

## Filmographie

### Réalisatrice
- Dhobi Ghat (Journaux de Mumbai)[13] (2011)

### Productrice
- Jaane Tu Ya Jaane Na (2008) (productrice associée)
- Peepli Live (2010)
- Dhobi Ghat (2011)
- Delhi belly (2011)
- Talaash: The Answer Lies Within (2012)
- Dangal (2016)
- Secret Superstar (2017)
- Rubaru Roshni [14](2019) (film documentaire télévisé)

### Chanteuse
- Toofan Aalaya (hymne de la coupe d'eau Satyamev Jayate)